# جائزة بولين لأبحاث طب الأطفال
جائزة بولين لأبحاث طب الأطفال (بالإنجليزية: Pollin Prize for Pediatric Research)‏ هي جائزة سنوية تمنح للأطباء الذين ساهموا بشكل كبير في مجال طب الأطفال، وكانت تعتبر الجائزة الدولية الوحيدة التي تُمنح في طب الأطفال. تم إنشاء الجائزة في عام 2002 من قِبَل إيرين وأبي بولين، مع تمويلها من قِبَل مؤسسة ليندا وكينيث بولين. كانت مستشفى نيويورك-بريسبيتيريان هي المسؤولة عن منح تلك الجائزة، واعتباراً من عام 2003، عُيّن الدكتور رودولف ليبل رئيساً للجنة اختيار المرشحين للجائزة.
لم تعد الجائزة تُمنح في الوقت الحالي.

## الفائزون
- 2010 - روسكو برادي[3] وتشارلز سكريفر[4]
- 2009 - باسل هيتزيل[5]
- 2008 - جون ألين كليمنتس[5]
- 2007 - صموئيل كاتز[2][6]
- 2006 - لم تمنح الجائزة في ذلك العام[5]
- 2005 - إريك أولسون، وأبراهام رودولف[7]
- 2004 - ألفريد سومر[8]
- 2003 - إميل فري إميل فريريتش ودونالد بينكل ومهراج كيشان بهان وجيمس هولند[1]
- 2002 - ديليب ماهالانابيس ونوربرت هيرشورن وديفيد نالين وناثانيل بيرس[9][10]